# Live Oak (hrabstwo Sutter)
Live Oak – miasto w Stanach Zjednoczonych, w stanie Kalifornia, w hrabstwie Sutter.